# Zdeněk Fajfer
Zdeněk Fajfer (23. dubna 1938, Červený Kostelec - 16. září 2019) byl český fotbalový trenér.

## Fotbalová kariéra
V nižších soutěžích chytal za RH Cheb, Baník Most a SK Náchod.

## Trenérská kariéra
V letech 1974-1977 byl asistentem Antonína Rýgra u týmu Sklo Union Teplice. Ve druhé lize trénoval ŽD Bohumín a LIAZ Jablonec. V sezoně 1989/90 byl asistentem Františka Cipra ve Zbrojovce Brno.